# Rechtstitelversicherung
Bei einer Rechtstitelversicherung handelt es sich um eine in den USA übliche (Haftpflicht-)Versicherung, die bei Immobiliengeschäften vor finanziellen Schäden schützt. Die Versicherung ist bei einem hypothekenfinanzierten Kauf einer Immobilie abzuschließen, da Hypothekenbanken ohne diese Versicherung kein Hypothekendarlehen zur Verfügung stellen. Wer keine Hypothek benötigt, ist nicht verpflichtet, sich durch eine Rechtstitelversicherung absichern zu lassen, gleichwohl dies trotzdem sinnvoll sein kann.
Die Rechtstitelversicherung ist in den USA von besonderer Bedeutung, da ein Grundbucheintrag, anders als in vielen anderen Ländern, das unanfechtbare Eigentum am Grundbesitz nicht garantiert. Die Versicherung bietet Schutz bei rechtlichen Problemen der Grundbucheintragung (z. B. bei strittigen Grundstücksgrenzen), ergreift Partei bei der Verteidigung des juristischen Eigentumsanspruchs der Immobilie (beispielsweise im Zuge von Scheidungen, Todesfällen, Testamentsanfechtungen etc.) und schützt bei Zahlungsausfällen bis zum abgedeckten Maximalbetrag der Police. Die Versicherung wird noch vor der endgültigen Eigentumsübergabe (englisch Closing) beantragt, mit dem Closing abgeschlossen und bezahlt. Die einmalige Beitragszahlung einer Rechtstitelversicherung variiert je nach Kaufpreis bzw. Kreditsumme und Standort, da der Preis der Versicherung von den einzelnen Bundesstaaten reguliert wird.